# San Andreas (Californië)
San Andreas is een plaats in Calaveras County in de Amerikaanse staat Californië.

## Geografie
San Andreas bevindt zich op 38°11′45″ NB en 120°40′41″ WL. De totale oppervlakte bedraagt 22,7 km² (8,8 mijl²) waarvan 22,6 km² (8,7 mijl²) land is en 0,1 km² (0,04 mijl²) of 0,23% water is.

## Demografie
Volgens de census van 2000 bedroeg de bevolkingsdichtheid 115,5/km² (299,4/mijl²) en bedroeg het totale bevolkingsaantal 2615 als volgt onderverdeeld naar etniciteit:
- 92,08% blanken
- 0,08% zwarten of Afrikaanse Amerikanen
- 1,53% inheemse Amerikanen
- 0,73% Aziaten
- 1,95% andere
- 3,63% twee of meer rassen
- 6,35% Spaans of Latino

Er waren 1097 gezinnen en 652 families in San Andreas. De gemiddelde gezinsgrootte bedroeg 2,24.

## Plaatsen in de nabije omgeving
De onderstaande figuur toont nabijgelegen plaatsen in een straal van 24 km rond San Andreas.